# Midrash Halacá
Midrash Halacá (em hebraico:  מִדְרָשׁ‬ הֲלָכָה) ou Midrashei Halakhah (em hebraico:  מִדְרָשׁי הֲלָכָה); esse termo Investigar o Caminho; é estritamente a verificação do caminho tradicional recebido, constatado nas fontes encontradas na Torá e suas devidas interpretações, bem como, as provas de sua autenticidade. Este termo é aplicado também à derivação de novos halakot ou decretos legais da Torá, seja eles por meio de interpretação (correta do significado óbvio das próprias palavras da Torá) ou pela aplicação de certas regras hermenêutica.
A sentença Midrax Álacá foi empregada pela primeira vez por RaNaK, sendo a expressão talmúdica Midrax Torá (Verificação da Torá). Como todas interpretações álakicas são consideradas correspondentes aos real significado dos textos da Torá, concernentes aos casos verificados, sustenta-se a correta elucidação da Torá trazendo consigo a prova álakica e a razão de sua existência.
No Midrax Álacá, há três divisões, distinguindo-as da seguinte forma:
1. Midrax Álacá mais antiga;
2. Midrax Álacá mais nova;
3. O midrax de alguns Tannaim e vários Amoraim que não interpretaram uma passagem bíblica como uma prova real da Álacá, mas meramente como uma sugestão ou um suporte para ela (zeker le-davar; asmakta).[6][Notas 2]

## Álacá mais antiga
Procurava definir a bússola e escopo das leis individuais, perguntando-se em que circunstâncias da vida prática uma determinada regra deveria ser aplicada e quais seriam suas consequências. A mais antiga, portanto, visa uma definição exata das leis contidas nas Escrituras por uma interpretação precisa do texto e uma determinação correta do significado de cada palavra. A forma de exegese adotada é freqüentemente lexicográfica é notavelmente breve. Alguns exemplos servirão para ilustrar o estilo antigo da Investigação do Caminho (Midrax Álacá). Ela traduz a palavra "ra'ah" (= desagradar) em Êxodo (21:8), o que é contrário à interpretação do rabbi Eliezer. A partir da expressão "be-miksat" (Ex. 16:4), que, segundo ela, pode significar apenas número, a Álacá mais antiga deduz a regra de que, ao matar o cordeiro pascal, o matador deve estar ciente do número de pessoas que estão prestes a participar dela. Da mesma forma, a proibição de comer o cordeiro pascal não cozido é derivada da palavra "na" (Ex. 12:9), que, declara-se, pode significar apenas - cru.
A afirmação de que a determinação do calendário de festas depende inteiramente da decisão do Nasi (príncipe ou chefe do...) e seu conselho é derivado de (Lv. 23:37), escrito erroneamente "otam" (eles) sendo lido como "tentativa" (ye) e a interpretação, "o qual vocês devem proclamar," sendo considerado conforme ao significado original da frase.
Quando duas formas diferentes da mesma palavra em uma determinada passagem foram transmitidas, uma escrita no texto ("ketiv"), e a outra sendo a leitura tradicional ("ḳere"), a Investigação, não desejando designar como errada; interpreta a palavra de tal maneira que ambas as formas podem ser consideradas corretas. Assim, explica - (Lv. 25:30) - onde, de acordo com o proprietário, o significado é "na cidade murada," mas de acordo com o ketiv, "na cidade que não é murada" - referindo-se a uma cidade que já teve muros, mas não os tem mais. De maneira semelhante, explica (Lv. 11:29). De acordo com Krochmal, o ketiv era devido aos próprios Soferim, que desejavam que a interpretação dada pele Investigação pudesse estar contida no texto; por exemplo, no caso de "otam" e "tentativa" mencionado acima, eles intencionalmente omitiram o waw (ו).
Outro exemplo dos métodos de Investigação mais antiga é encontrada em (Nm. 9:10 et seq.), onde é ordenado que, se um homem na época de Passover (Pesah) for impuro de contato com um cadáver, ou se ele estiver em uma jornada longa ("be-derek reḥoḳah"), ele manterá a festa no mesmo dia do mês seguinte. Nesta passagem nenhuma menção é feita de qualquer outra impureza. A Investigação, no entanto, assume que aquele que é impuro, mesmo que ele não tenha tocado em um cadáver, não pode participar da festa. A justificativa para essa interpretação é encontrada em um ponto que ocorre sobre o final da palavra "reḥoḳah", e que mostra, de acordo com a Investigação mais antiga, que o He (ה) deve ser omitido na interpretação da palavra, e consequentemente Sifre (Nm. 69), faz a palavra se referir ao homem ("ish"), e não para a jornada ("derek"), e interpreta de alguma forma que ele está "longe do templo," isto é, que por causa de sua impureza ele é proibido de entrar nele. Esta interpretação é encontrada no Targum de Jerusalém também. De acordo com Geiger, o ponto foi colocado sobre o He (ה) em um momento posterior, como no caso do waw (ו) mencionado acima. De fato, todas essas interpretações e explicações são elucidações do texto da Torá e não se afastam do significado óbvio das palavras como eram compreendidas pela exegese do tempo. Por isso as versões antigas são frequentemente encontradas para concordar com a Midrax Álacá mais antiga. Assim, por exemplo, a explicação midráxica de (Êxodo. 22:6), concorda com a da Septuaginta, assim como a explicação de "mi-moḥarat hashabbat" (Lv. 23:15) como significando "a partir do dia seguinte à festa."

## Álacá mais nova
A Investigação mais nova não se limitou ao significado literal de passagens únicas, mas procurou tirar conclusões da formulação dos textos em questão por deduções lógicas, por combinações com outras passagens, etc. Portanto, sua Investigação difere da exegese simples da Investigação mais antiga. Trata a Torá de acordo com certos princípios gerais, que no decorrer do tempo se tornaram mais e mais amplificados e desenvolvidos, suas interpretações partem mais e mais do simples significado das palavras. Alguns exemplos ilustrarão essa diferença no método de interpretação entre a Investigação mais antiga e a mais nova. Era uma opinião geralmente aceita que a primeira Passover celebrada no Egito, a do Êxodo, diferia daquelas que a seguiam, pois na primeira a proibição do pão fermentado era apenas para um único dia, enquanto nas Passovers posteriores essa restrição é prorrogada para sete dias. A Investigação mais antiga, representada por rabbi Jose o Galileu, baseia sua interpretação em uma divisão diferente das sentenças em (Ex. xiii) do que é geralmente recebido; conectando a palavra "ha-yom" (= este dia), que é a primeira palavra do verso 4, com o verso 3 e assim fazendo a passagem ser lida: Nenhum pão levedado será comido neste dia. A Investigação mais nova lê "ha-yom" com o verso 4; e encontra seu apoio na Investigação tradicional por meio do princípio da "semukot" (colocação); isto é, as duas frases: Não se comerá pão levedado e este dia saiu, embora estejam gramaticalmente separados, são imediatamente contíguos no texto e exercem uma influência sobre os outros. O que a Investigação mais antiga considerava como o significado óbvio das palavras do texto, a mais nova infere da colocação das sentenças. 

### Contraste com aÁlacáanterior
A grande divergência entre a exegese simples da Investigação mais antiga e a artificialidade da mais nova é ilustrada também pela diferença no método de explicar a Lei, citada acima em relação à impureza. As duas halakot (Investigações) consideram evidente que, se um homem for impuro, seja por contato com um cadáver ou por qualquer outra causa, ele não poderá participar do Passover. A Investigação mais nova, apesar do ponto acima do He (ה), lê "reḥoḳah" e o faz referir-se a "derek", mesmo determinando a que distância deve-se estar para ser excluído da participação na festa. No entanto, a fim de encontrar um fundamento para a Investigação de que aqueles que são impuros através do contato com outros objetos que não um cadáver possam não ter parte na Passover, isso explica a repetição da palavra "ish" nesta passagem em (Lv. 9:10) como pretendendo incluir todos os outros casos de contaminação. Apesar dessa diferença de método, entre as midraxim mais antigas e a Investigação mais nova, ambas acreditavam que haviam buscado apenas o verdadeiro significado das Escrituras. Suas interpretações e deduções pareciam estar realmente contidas no texto; e eles desejavam que elas fossem consideradas exposições corretas da Torá. Por isso, ambos têm a forma de exegese escriturística, na medida em que cada um menciona a passagem da Torá e a Investigação que é dada na explicação dela, ou, mais corretamente falando, que é derivada dela.

## Resumo; Midrax Álacá
É a uma lei declarada desta forma—isto é, junto com a passagem da Torá da qual é derivada—que o nome midrax (exegese inclusiva) é aplicado, enquanto que, embora, baseada na Torá, é citada independente como um estatuto estabelecido e é chamada uma Álacá (Investigação). Coleções de Álacot (Investigações) do segundo tipo são a Mixná (Revisão) e o Tosefta (Suplemento); compilações do primeiro tipo são as midraxim álakicas. Este nome, elas recebem para distingui-las das midraxim aggadistas, uma vez que elas contêm álakot na maior parte, embora haja porções aggadistas nelas. Nessas coleções, a linha entre Álacá independente e Midrax Álacá não é nitidamente delineada. Muitas mixnayot na Mixná e no Tosefta são álacot midráxicas, por exemplo, Ber. i. 3, 5; Por outro lado, as midraxim álakicas contém halakot independentes sem declarações de suas bases na Torá, por exemplo, Sifra Vayiḳra. Essa confusão é explicada pelo fato de que os redatores das duas formas de halakot emprestaram passagens umas das outras.

## As duas escolas
Como as Midraxim álakicas tinham como finalidade secundária a exegese da Torá, elas foram organizadas de acordo com o texto da Torá. Como Berexit contém muito pouco questões de caráter legal, provavelmente não houve midrax álakica neste livro. Por outro lado, para cada um dos outros quatro livros da Torá havia uma midrax; da escola do rabino Aquiba e um da escola do rabino Ismael, e essas midrashim ainda existem em grande parte. A midrax álakica para Shemot da escola de rabbi Ismael é a Mekilta (= regra; coleção de regras), enquanto o da escola de Aquiba é o Mekilta de rabbi Simeão b. Yoḥai, a maioria dos quais está contida no Midrash ha-Gadol. Uma midrax álakica para Vayikra da escola de Aquiba existe sob o nome "Sifra" ou "Torat Kohanim." Havia uma para Shemot da escola de rabbi Ismael também, dos quais apenas fragmentos foram preservados. A midrax álakica para Bamidbar da escola de rabbi Ismael é o "Sifre;" enquanto que da escola de Aquiba, o Sifre Zuṭa, apenas os extratos sobreviveram no Yalḳuṭ Shim'oni e na Midrash ha-Gadol. A parte intermediária do Sifre para Devarim forma uma midrax álakica no livro da escola de Aquiba, enquanto outro da escola de rabbi Ismael foi mostrado por Hoffmann como ter existindo. Estas atribuições dadas as várias midraxim à escola de rabbi Ismael e àquelas à escola de Aquiba, respectivamente, não é para ser muito rigidamente insistida; pois o Sifre repete de forma abreviada alguns dos ensinamentos da Mekilta, assim como os Mekilta incluídos na Midrash ha-Gadol incorporaram muitas doutrinas da midrax de Aquiba. Álacot midráxicas são encontradas também espalhadas pelos dois Talmudim; pois muitas baraitot álakicas que ocorrem nos Talmudim são, na verdade, midráxicas, reconhecíveis pelo fato de que eles mencionam as bases da Torá para as respectivas álacot, frequentemente citando o texto no início. No Talmude de Jerusalém, as baraitot midráxicas frequentemente começam com "Ketiv" (= Está escrito), seguido pela passagem da Torá. Dos casos das baraitot midráxicas ocorrendo no Talmude que não são encontradas nas midraxim existentes, a perda de muitas das últimas classes de trabalhos deve ser inferida.

## A Midrax de Vários Tannaim e o Grande Número dos Amoraim
A Midrash que os Amoraim usavam quando deduziram as álakot tannaiticas das Escrituras é frequentemente muito artificial; e suas interpretações são em grande parte tão divergentes do significado óbvio das palavras que elas não podem ser consideradas como exegese escriturística em nenhum sentido. E da mesma maneira, há muitas explicações dos Tannaim mais novos, que de modo algum podem ser consideradas interpretações reais. Estas ocorrem principalmente como exposições de tais álakot como não fora baseadas nas Escrituras, mas que foi desejado para, conectar-se com ou apoiar-se por uma palavra na Torá. A Guemará costuma dizer das interpretações de um baraita: A passagem da Torá deve ser meramente um apoio. Desta classe são muitas das explicações no Sifra, e o Sifre. O tanna também diz com franqueza que ele não cita a palavra da Torá como prova ("re'aya"), mas como uma mera sugestão ("zeker"; lit. "lembrete") da álacá, ou como uma alusão ("remez") para ela.

## Biografias

### Biografias - consultadas (Em inglês)
- Z. Frankel, Hodegetica in Mischnam, pp. 11-18, 307-314, Leipsic, 1859;
- A. Geiger, Urschrift, pp. 170-197, Breslau, 1857;
- D. Hoffmann, Zur Einleitung in die Halachischen Midraschim, Berlin, 1888;
- Nachman Krochmal, Moreh Nebuke ha-Zeman, section 13, pp. 143-183, Lemberg, 1863;
- H. M. Pineles, Darkah shel Torah, pp. 168-201, Vienna, 1861;
- I. H. Weiss, Dor, i. 68-70 et passim, ii. 42-53.

#### Biografias - sugestões adicionais (Em inglês)
- Ch. Albeck, Introduction to the Talmud Babli and Yerushalmi (Heb.; 1969), 79–143;
- idem, Untersuchungen uber die Halakischen Midraschim (1927);
- W. Bacher, Die exegetische Terminologie der judischen Traditionsliteratur (1905);
- D. Boyarin, "On the Status of the Tannaitic Midrashim," in: JAOS, 112 (1992), 455–65;
- D. Daube, "Methods of Interpretation and Hellenistic Rhetoric," in: HUCA, 22 (1949), 239–63; J.N. Epstein, Introduction to the Mishnahic Text (1948), 728–51 (Heb.);
- idem, Prolegomena ad Litteras Tannaiticas (Heb.) (1957), 499–544; L. Finkelstein, Sifra on Leviticus (Heb.), vol. 1 (1989), 21–71, 120–91; vol. 5, (1992), 49–60, 100–144, 151*–254*;
- S.D. Fraade, From Tradition to Commentary: Torah and Its Interpretation in the Midrash Sifre to Deuteronomy (1991), 1–23;
- idem, "Interpreting Midrash 2: Midrash and Its Literary Contents," in: Prooftexts, 7 (1987), 284–99;
- idem, "Looking for Legal Midrash at Qumran," in: M.E. Stone and E. G, Chazon, Biblical Perspective: Early Use and Interpretation of the Bible in Light of the Dead Sea Scrolls, Studies on the Texts of the Desert of Judah, 28 (1998), 59–79; I. Gafni, The Jews of Babylonia in the Talmudic Era (Heb.; 1990), 81–86; A. Geiger, Kevuẓat Ma'amarim (Heb.; 1885);
- idem, Urschrift und Ubersetzungen der Bibel (19282); A. Goldberg, "The Early and the Late Midrash," in: Tarbiz, 50 (1981), 94–106 (Heb.);
- idem, "Chanokh Albek: Introduction to the Talmuds," in; Kiryath Sepher, 47 (1972), 9–19 (Heb.);
- idem, "The Wordings of 'Davar Aher' in the Midrashei ha-Halakhah," in: Gilat, et al., Studies in Rabbinic Literature, 99–107 (Heb.);
- idem, "The School of Rabbi Akiva and the School of Rabbi Ishmael in Sifre Deuteronomy, Pericopes 1–54," in: Te'uda, 3 (1983), 9–16 (Heb.); D Weiss Halivni, Midrash, Mishnah and Gemara (1986), 1–65;
- D. Henshke, "On the Relationship between Targum Pseudo-Jonathan and the Halakhic Midrashim," in: Tarbiz, 68 (1999), 187–210 (Heb.); idem, "The Rabbis' Approach to Biblical Contradictions," in: Sidra, 10 (1994), 39–55 (Heb.);
- A.J. Heschel, Theology of Ancient Judaism (Heb.), vols. 1–2 (1962–1965); D. Hoffmann, "Zur Einleitung in die Halachischen Midraschim," in: Jahresbericht des Rabbiner-Seminars (1888), 1–92;
- M. Kahana, "The Biblical Text as Reflected in MS Vatican 32 of the Sifre," in: Talmudic Studies (Heb.), 1, (1990), 1–10; idem, "The Development of the Hermeneutical Principle of Kelal u-Ferat in the Tannaitic Period," in: Studies in Talmudic and Midrash Literature in Memory of Tirza Lifshitz (Heb.; (2005), 173–216;
- idem, The Genizah Fragments of the Halakhic Midrashim (Heb.), 1 (2005);
- idem, "Halakhic Midrash Collections," The Literature of the Sages, vol. 3b (2006);
- idem, "The Importance of Dwelling in the Land of Israel according to the Deuteronomy Mekhilta," in: Tarbiz, 62 (1993), 501–13 (Heb.);
- idem, Manuscripts of the Halakhic Midrashim: An Annotated Catalogue (Heb.; 1995);
- idem, The Two Mekhiltot on the Amalek Portion (Heb.; 1999);
- idem, Sifre Zuta on Deuteronomy (Heb.; 2002);
- idem, "The Tannaitic Midrashim," in: The Cambridge Genizah Collections: their Contents and Significance (2002), 59–73;
- S. Lieberman, Hellenism in Jewish Palestine (1950);
- idem, Siphre Zutta: The Midrash of Lydda (Heb.; 1968);
- E.Z. Melamed, Halachic Midrashim of the Tannaim in the Babylonian Talmud (Heb.; 19882);
- idem, Halachic Midrashim of the Tannaim in the Palestinian Talmud (Heb.; 2000);
- idem, An Introduction to Talmudic Literature (Heb.; 1973), 165–317;
- idem, The Relationship between the Halakhic Midrashim and the Mishnah & Tosefta (Heb.; 1967);
- S. Naeh, "Did the Tannaim Interpret the Script of the Torah Differently from the Authorized Reading?," in: Tarbiz, 61 (1992), 401–48 (Heb.); E.S. Rosenthal, "Ha-Moreh," in: PAAJR, 31 (1963), 1–71 (Heb.);
- I.L. Seeligmann, "The Beginnings of the Midrash in the Book of Chronicles," in: Tarbiz, 49 (1980), 14–32 (Heb.);
- M. Zucker, "For the Resolution of the Problem of the 32 Middot and Mishnat R. Eliezer," in: PAAJR, 23 (1954), 1–39 (Heb.);
- L. Zunz, Die gottesdientlichen Vorträge der Juden historisch entwickelt (1892).